# 香港基督教青年會賓館

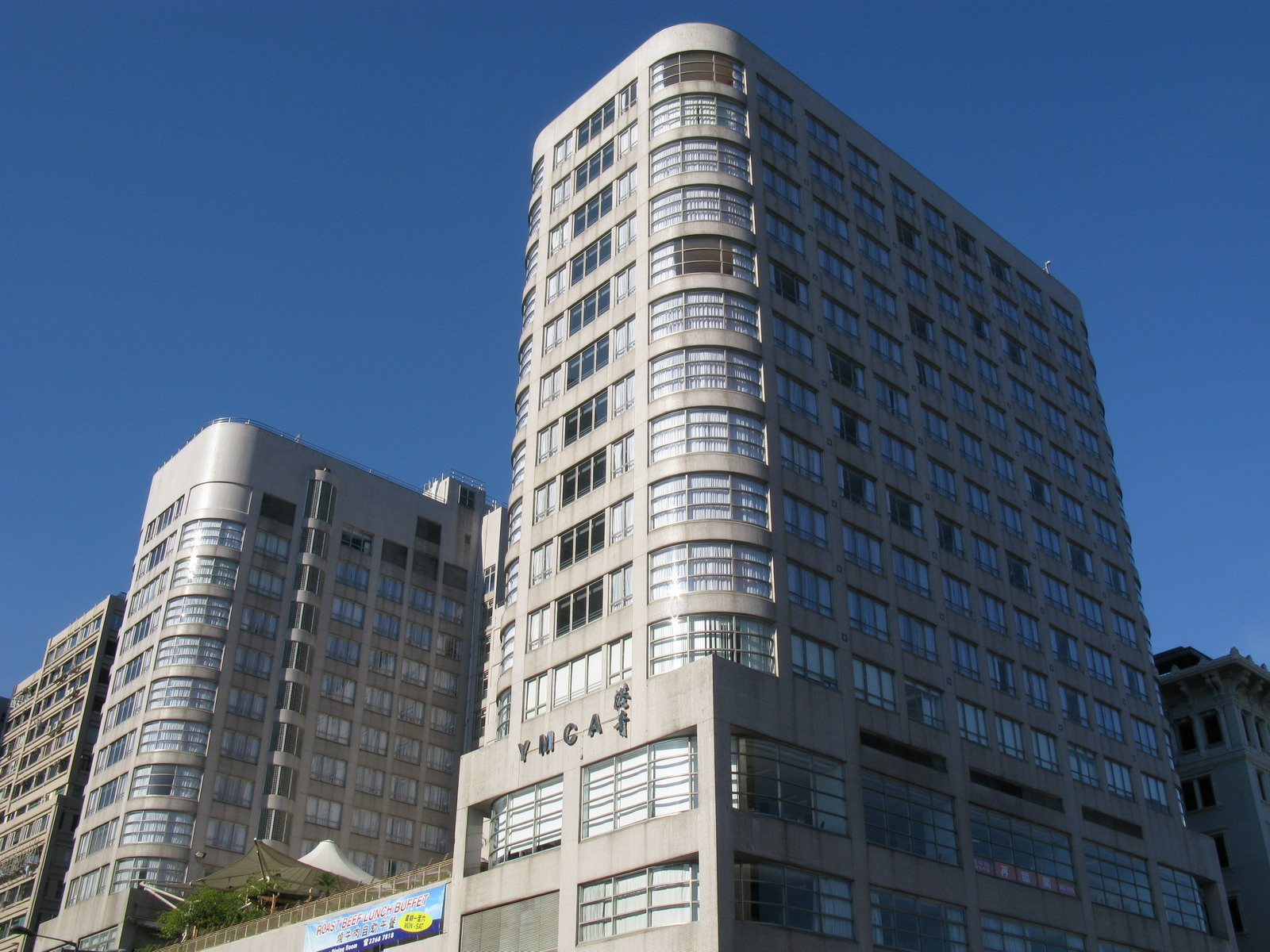
香港基督教青年會酒店

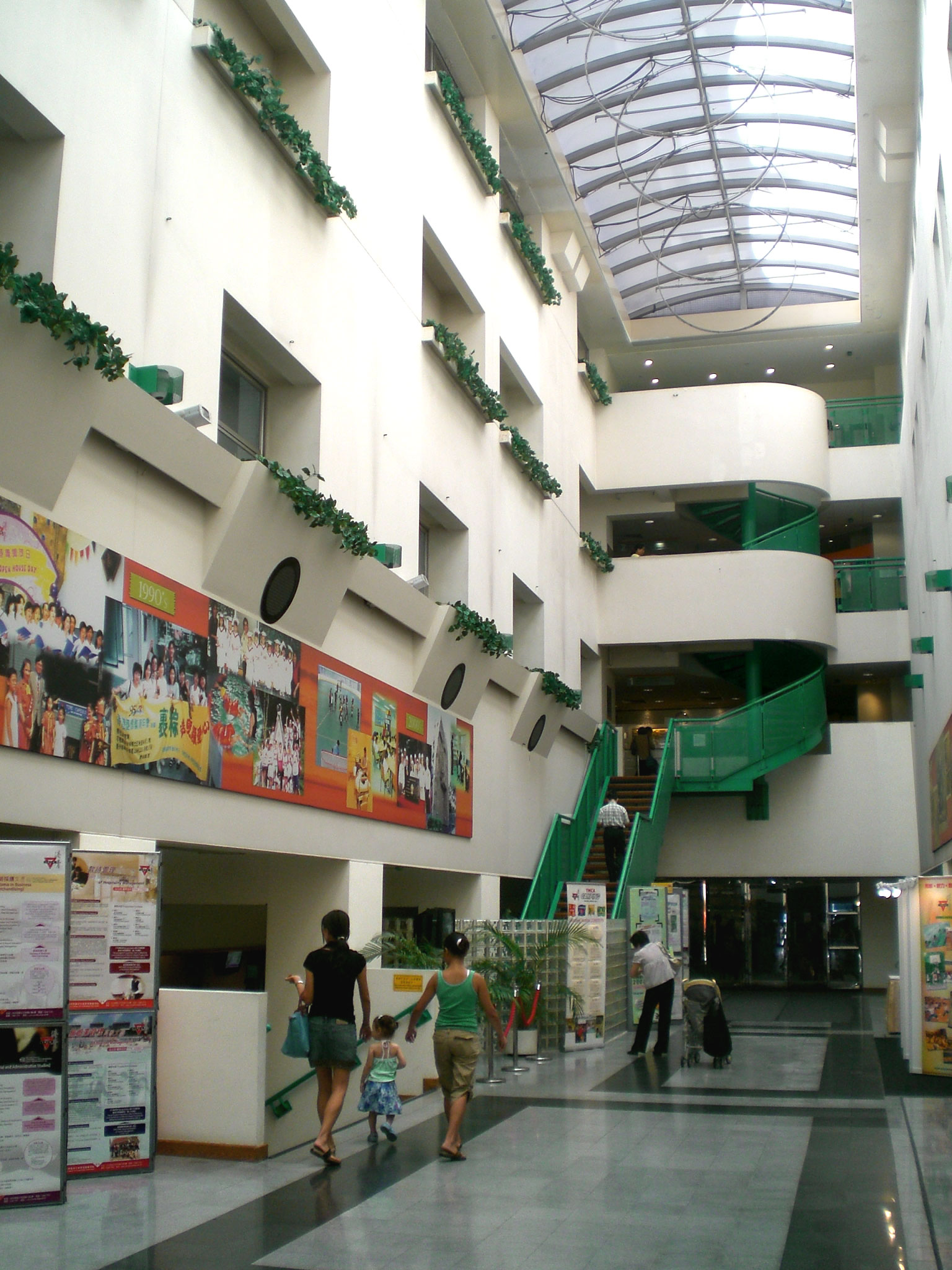
香港基督教青年會中庭

香港基督教青年會酒店（英語：The Salisbury），是九龍尖沙咀一間由香港基督教青年會成立的酒店，位於九龍尖沙咀梳士巴利道41號。香港基督教青年會賓館前身始建於1925年，酒店大堂留有奠基石多塊可資歷史見證。它由香港基督教青年會經營，設施包括多個室內游泳池、健身室、桑拿浴、攀石牆、壁球室、會議室、書店、咖啡店、自助餐及西餐館等。
以上設施也為香港基督教青年會會員開放使用，並設有短期興趣班和文憑專業課程等。會藉分為個人和家庭會員兩種。
香港基督教青年會館有300多間出租客房，海景是維多利亞港，景觀比美毗鄰的半島酒店。

## 鄰近
- 尖沙咀鐘樓
- 尖沙咀天星碼頭
- 尖沙咀天星碼頭公共運輸交匯處
- 香港文化中心
- 香港太空館
- 香港藝術館
- 香港星光大道
- 新世界中心
- 星光行

## 外部參考
- 香港基督教青年會館 - 簡介